# Intchess Asia
Intchess Asia – singapurski klub szachowy.

## Historia
Intchess, będący klubem oraz akademią szachową, został założony w 1998 roku (jednym z założycieli był Ignatius Leong), a oficjalnie zarejestrowany w 2002 roku. W 2001 roku klub zdobył mistrzostwo Singapuru. W 2008 roku Intchess uczestniczył w rozgrywkach Asian Club Chess Cup. Zespół wygrał wówczas z Nablusem, Sport Electricity Club, Galkynyşem i Rah Ahanem Teheran, zremisował z Mon-Cad oraz przegrał z Al-Ain Chess Club i Tagaytayem, w klasyfikacji końcowej zajmując dziewiąte miejsce. W kadrze drużyny znajdowali się wówczas m.in. Bùi Vinh i Julio Sadorra. W 2009 roku Intchess ponownie zdobył mistrzostwo kraju.